# Ticonio Afro
Ticonio Afro, o più semplicemente Ticonio (330 – 390 circa), è stato un teologo donatista romano.
In coscienza si considerò comunque sempre di retta fede e per questo motivo fu attaccato violentemente da Parmeniano e considerato come traditore della causa donatista.
Oltre ad alcuni frammenti del suo commento all'Apocalisse, è rimasto di lui il Liber Regularum, è considerato il primo compendio di ermeneutica biblica.
I suoi scritti influenzarono il pensiero dei teologi posteriori, fra i quali Agostino d'Ippona che ne apprezzò il valore.

## Biografia
Date le scarsissime testimonianze che gli autori antichi hanno tramandato, sono ancora molti i punti oscuri della biografia di Ticonio; gli avvenimenti più salienti della sua vita sono contenuti nel De viris illustribus di Gennadio di Marsiglia.
Nato nella provincia imperiale d'Africa intorno al 330, Ticonio aderì ben presto al donatismo, un movimento eretico sorto nella Proconsolare all'inizio del IV secolo, in polemica con i traditores, cioè con quei vescovi che durante la persecuzione di Diocleziano (303-305) avevano consegnato i libri sacri alle autorità civili. Tuttavia, per l'ampiezza della cultura biblica e per l'indipendenza di giudizio, Ticonio occupò un posto di rilievo tra le file dei donatisti.

## La teologia
Pur essendo uno scrittore laico, possedeva una conoscenza approfondita sia della letteratura profana sia del testo sacro e affrontava con rigore teologico le dispute religiose del suo tempo. Vedendo come i donatisti venivano osteggiati dalla politica imperiale, era arrivato a sostenere che la Chiesa fosse destinata a essere perseguitata dal potere secolare fino alla fine dei tempi, ma fondamentalmente non condivideva - con la maggior parte dei suoi correligionari - la necessità di separarsi dai traditores per preservare la purezza dei veri cristiani.
Con l'intenzione di contribuire alla ricomposizione dello scisma, che nel IV secolo vedeva divisi i cristiani dell'Africa, Ticonio richiamò innanzitutto l'attenzione sull'inopportunità della iniziale separazione, sostenendo poi, attraverso un'originale ermeneutica biblica, l'universalità della vera Chiesa di Dio e la necessità della coesistenza di buoni e malvagi.

## Conseguenze
Tuttavia, evidenziando i punti deboli dell'ecclesiologia donatista, Ticonio fornì ai cattolici un'arma poderosa contro il donatismo (di cui egli stesso faceva parte) fino a divenire oggetto delle critiche del vescovo donatista Parmeniano. Verso il 380, Ticonio giunse essere condannato da un concilio donatista.
Dopo il dibattito polemico con Parmeniano, Ticonio non ritenne comunque opportuno aderire alla Chiesa cattolica e, attratto sempre più dalla contemplazione del mistero della salvezza, si dedicò quasi esclusivamente all'esegesi biblica.

## Scritti

### Opere perdute
Probabilmente negli anni Settanta del IV secolo - e forse proprio in conseguenza dello scisma di Rogato, che nel 366 aveva determinato la divisione della stessa Chiesa donatista, Ticonio pubblicò il De bello intestino e le Expositiones diversarum causarum, due trattati che sono andati perduti, ma in gran parte possono essere conosciuti attraverso le opere antidonatiste di Agostino.

### IlLiber Regularume il commento all'Apocalisse
Viceversa dopo la scomunica, e in particolare intorno al 383 compose il Liber Regularum, in cui viene postulata l'esistenza di sette regole in grado di interpretare tutta la Scrittura, e intorno al 385 portò a termine il Commentarius in Apocalypsin, in cui vengono interpretati in chiave ecclesiologica gli avvenimenti del libro dell'Apocalisse.
In concomitanza con la pubblicazione del Liber Regularum e del Commentarius in Apocalypsin, Ticonio deve aver raggiunto l'acme della sua carriera. Gennadio, infatti, associa il massimo splendore di questo personaggio col momento in cui Teodosio era al potere con uno dei suoi figli (De viris illustribus, 18, PL 58, col. 1071) e Agostino nel 396, scrivendo al vescovo di Cartagine Aurelio, parla del Liber Regularum come di un'opera già classica (Ep. 41,2, CSEL 34, p. 83).